# Ellatrivia
Ellatrivia is een geslacht van weekdieren uit de klasse van de Gastropoda (slakken).

## Soorten
- Ellatrivia aequiflora (Laws, 1941) †
- Ellatrivia bipunctata (Odhner, 1917)
- Ellatrivia caelatura (Hedley, 1918)
- Ellatrivia cydarum (Cate, 1979)
- Ellatrivia detavorai Fehse & Grego, 2010
- Ellatrivia exmouthensis (Cate, 1979)
- Ellatrivia kaiparaensis (Laws, 1939) †
- Ellatrivia merces (Iredale, 1924)
- Ellatrivia oryzoidea (Iredale, 1935)
- Ellatrivia zealandica (Kirk, 1882) †